# Шапошникова, Олимпиада Гавриловна
Олимпиада Гавриловна Шапошникова (1923—2002) — советский и украинский историк, археолог, кандидат исторических наук (с 25 мая 1962 года), лауреат Государственной премии УССР в области науки и техники (за 1977 год).

## Биография
Родилась в 1923 году. Работала старшим научным сотрудником в Институте археологии НАН Украины. Жила в Киеве в доме на улице Бастионной 3/12, квартира 49. Умерла в 2002 году.

## Труды
- Древности Поингулья. К., «Наукова думка» 1977;
- Археологические памятники Поингулья. К., «Наукова думка» 1980;
- Ямная культурно-историческая область (Южнобугский вариант). К., «Наукова думка» 1986 (в соавторстве);
- Древнейшие скотоводы степей юга Украины: Сборник научных трудов. К., «Наукова думка» 1987;
- Новые памятники ямной культуры степной зоны Украины. К., «Наукова думка» 1988[3].